# 75 років перемоги над нацизмом у Другій світовій війні 1939—1945 років (монета)
«75 ро́ків перемо́ги над наци́змом у Дру́гій світові́й війні́ 1939—1945 рокі́в» — ювілейна монета номіналом 5 гривень, випущена Національним банком України. Монета присвячена увічненню пам'яті та перемозі у Другій світовій війні — найкривавішій в історії людства, що тривала шість років. Воєнні дії відбувалися на території 40 держав і завдали людству надзвичайних страждань. Значний внесок у перемогу над нацизмом зробила Україна, територія якої із вересня 1939-го до жовтня 1944 року була центральною ділянкою всього європейського плацдарму воєнних дій. Під час Другої світової війни Україна зазнала величезних людських (приблизно 9–10 млн осіб) та матеріальних втрат.
Монету введено в обіг 5 травня 2020 року. Вона належить до серії «Друга світова війна».

## Опис монети та характеристики
| Номінал грн. | Метал      | Маса, г | Діаметр, мм | Якість виготовлення       | гурт     | Тираж, штук |
| ------------ | ---------- | ------- | ----------- | ------------------------- | -------- | ----------- |
| 5            | нейзильбер | 16,54   | 35,0        | спеціальний анциркулейтед | рифлений | 40 000      |

### Аверс
На аверсі монети розміщено: угорі на дзеркальному тлі — малий Державний Герб України, під яким напис — «75 РОКІВ/ ПЕРЕМОГИ/ НАД/НАЦИЗМОМ/ У ДРУГІЙ/ СВІТОВІЙ/ ВІЙНІ»; ліворуч на матовому тлі написи: «2020/ УКРАЇНА/ 5 ГРИВЕНЬ» (напис ГРИВЕНЬ — вертикальний); унизу на дзеркальному тлі — декоративне зображення голуба, який тримає оливкову гілочку — символ свободи, миру, перемоги. Праворуч унизу розміщено логотип Банкнотно-монетного двору Національного банку України).

### Реверс
На реверсі монети зображено стилізовану композицію: вертикальний колючий дріт, що ділить площину монети умовно на військову (ліворуч) із потрісканими, рваними краями (котрі символізують напругу, тривогу, біль), на тлі якої напис — «1939», і мирну, де колючий дріт проростає листям (що символізує відродження і продовження життя), на тлі якої напис — «1945».

## Автори

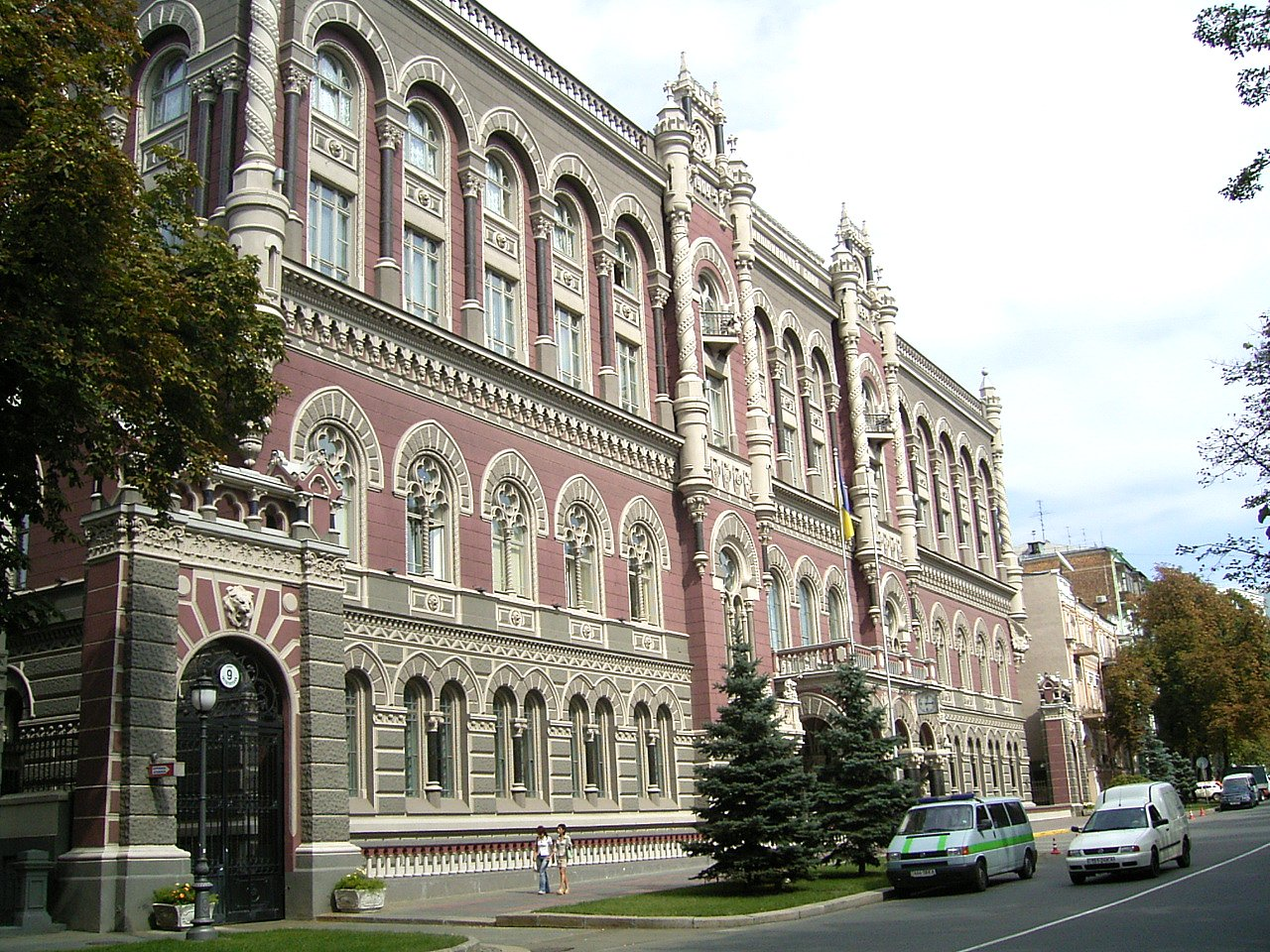
Будівля Національного банку України

- Художник — Фандікова Наталія.
- Скульптори: Іваненко Святослав, Атаманчук Володимир.

## Вартість монети
Під час введення монети в обіг 2019 року, Національний банк України реалізовував монету за ціною 40 гривень.
Фактична приблизна вартість монети, з роками змінювалася так:
| Рік        | 2021 | 2022 | 2023 | 2024 | 2025 |
| ---------- | ---- | ---- | ---- | ---- | ---- |
| Ціна, грн. | 60   | 65   | 100  | 140  | 155  |